# Лінднера-1 тема
Те́ма Лінднера-1 — тема в шаховій композиції в кооперативному жанрі. Суть теми — чорні в ілюзорній грі і білі в рішенні задачі роблять по одному темпоходу.

## Історія

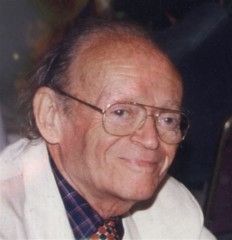
Ласло Лінднер

Вперше ідею виразив у 1957 році угорський шаховий композитор Ласло Лінднер (23.12.1916 — 21.08.2004).
В задачі є ілюзорна гра, і щоб вона пройшла чорним необхідно зробити темпохід. А в рішенні для досягнення мети змушена робити темпохід вже біла фігура.
Ця ідея дістала назву — тема Лінднера-1, оскільки є ще й інша ідея Л. Ліндрена, яка має назву — тема Лінднера-2.
|   | a | b | c | d | e | f | g | h |   |
| 8 | e5 чорний пішак · e4 білий пішак · f4 чорний король · h4 білий слон · b3 чорний пішак · c3 чорний пішак · d3 білий пішак · f3 чорний пішак · g3 чорний пішак · h3 білий пішак · c2 чорний пішак · e2 чорний пішак · f2 білий пішак · g2 чорний пішак · c1 білий король · d1 білий ферзь · g1 чорний кінь | e5 чорний пішак · e4 білий пішак · f4 чорний король · h4 білий слон · b3 чорний пішак · c3 чорний пішак · d3 білий пішак · f3 чорний пішак · g3 чорний пішак · h3 білий пішак · c2 чорний пішак · e2 чорний пішак · f2 білий пішак · g2 чорний пішак · c1 білий король · d1 білий ферзь · g1 чорний кінь | e5 чорний пішак · e4 білий пішак · f4 чорний король · h4 білий слон · b3 чорний пішак · c3 чорний пішак · d3 білий пішак · f3 чорний пішак · g3 чорний пішак · h3 білий пішак · c2 чорний пішак · e2 чорний пішак · f2 білий пішак · g2 чорний пішак · c1 білий король · d1 білий ферзь · g1 чорний кінь | e5 чорний пішак · e4 білий пішак · f4 чорний король · h4 білий слон · b3 чорний пішак · c3 чорний пішак · d3 білий пішак · f3 чорний пішак · g3 чорний пішак · h3 білий пішак · c2 чорний пішак · e2 чорний пішак · f2 білий пішак · g2 чорний пішак · c1 білий король · d1 білий ферзь · g1 чорний кінь | e5 чорний пішак · e4 білий пішак · f4 чорний король · h4 білий слон · b3 чорний пішак · c3 чорний пішак · d3 білий пішак · f3 чорний пішак · g3 чорний пішак · h3 білий пішак · c2 чорний пішак · e2 чорний пішак · f2 білий пішак · g2 чорний пішак · c1 білий король · d1 білий ферзь · g1 чорний кінь | e5 чорний пішак · e4 білий пішак · f4 чорний король · h4 білий слон · b3 чорний пішак · c3 чорний пішак · d3 білий пішак · f3 чорний пішак · g3 чорний пішак · h3 білий пішак · c2 чорний пішак · e2 чорний пішак · f2 білий пішак · g2 чорний пішак · c1 білий король · d1 білий ферзь · g1 чорний кінь | e5 чорний пішак · e4 білий пішак · f4 чорний король · h4 білий слон · b3 чорний пішак · c3 чорний пішак · d3 білий пішак · f3 чорний пішак · g3 чорний пішак · h3 білий пішак · c2 чорний пішак · e2 чорний пішак · f2 білий пішак · g2 чорний пішак · c1 білий король · d1 білий ферзь · g1 чорний кінь | e5 чорний пішак · e4 білий пішак · f4 чорний король · h4 білий слон · b3 чорний пішак · c3 чорний пішак · d3 білий пішак · f3 чорний пішак · g3 чорний пішак · h3 білий пішак · c2 чорний пішак · e2 чорний пішак · f2 білий пішак · g2 чорний пішак · c1 білий король · d1 білий ферзь · g1 чорний кінь | 8 |
| 7 | e5 чорний пішак · e4 білий пішак · f4 чорний король · h4 білий слон · b3 чорний пішак · c3 чорний пішак · d3 білий пішак · f3 чорний пішак · g3 чорний пішак · h3 білий пішак · c2 чорний пішак · e2 чорний пішак · f2 білий пішак · g2 чорний пішак · c1 білий король · d1 білий ферзь · g1 чорний кінь | e5 чорний пішак · e4 білий пішак · f4 чорний король · h4 білий слон · b3 чорний пішак · c3 чорний пішак · d3 білий пішак · f3 чорний пішак · g3 чорний пішак · h3 білий пішак · c2 чорний пішак · e2 чорний пішак · f2 білий пішак · g2 чорний пішак · c1 білий король · d1 білий ферзь · g1 чорний кінь | e5 чорний пішак · e4 білий пішак · f4 чорний король · h4 білий слон · b3 чорний пішак · c3 чорний пішак · d3 білий пішак · f3 чорний пішак · g3 чорний пішак · h3 білий пішак · c2 чорний пішак · e2 чорний пішак · f2 білий пішак · g2 чорний пішак · c1 білий король · d1 білий ферзь · g1 чорний кінь | e5 чорний пішак · e4 білий пішак · f4 чорний король · h4 білий слон · b3 чорний пішак · c3 чорний пішак · d3 білий пішак · f3 чорний пішак · g3 чорний пішак · h3 білий пішак · c2 чорний пішак · e2 чорний пішак · f2 білий пішак · g2 чорний пішак · c1 білий король · d1 білий ферзь · g1 чорний кінь | e5 чорний пішак · e4 білий пішак · f4 чорний король · h4 білий слон · b3 чорний пішак · c3 чорний пішак · d3 білий пішак · f3 чорний пішак · g3 чорний пішак · h3 білий пішак · c2 чорний пішак · e2 чорний пішак · f2 білий пішак · g2 чорний пішак · c1 білий король · d1 білий ферзь · g1 чорний кінь | e5 чорний пішак · e4 білий пішак · f4 чорний король · h4 білий слон · b3 чорний пішак · c3 чорний пішак · d3 білий пішак · f3 чорний пішак · g3 чорний пішак · h3 білий пішак · c2 чорний пішак · e2 чорний пішак · f2 білий пішак · g2 чорний пішак · c1 білий король · d1 білий ферзь · g1 чорний кінь | e5 чорний пішак · e4 білий пішак · f4 чорний король · h4 білий слон · b3 чорний пішак · c3 чорний пішак · d3 білий пішак · f3 чорний пішак · g3 чорний пішак · h3 білий пішак · c2 чорний пішак · e2 чорний пішак · f2 білий пішак · g2 чорний пішак · c1 білий король · d1 білий ферзь · g1 чорний кінь | e5 чорний пішак · e4 білий пішак · f4 чорний король · h4 білий слон · b3 чорний пішак · c3 чорний пішак · d3 білий пішак · f3 чорний пішак · g3 чорний пішак · h3 білий пішак · c2 чорний пішак · e2 чорний пішак · f2 білий пішак · g2 чорний пішак · c1 білий король · d1 білий ферзь · g1 чорний кінь | 7 |
| 6 | e5 чорний пішак · e4 білий пішак · f4 чорний король · h4 білий слон · b3 чорний пішак · c3 чорний пішак · d3 білий пішак · f3 чорний пішак · g3 чорний пішак · h3 білий пішак · c2 чорний пішак · e2 чорний пішак · f2 білий пішак · g2 чорний пішак · c1 білий король · d1 білий ферзь · g1 чорний кінь | e5 чорний пішак · e4 білий пішак · f4 чорний король · h4 білий слон · b3 чорний пішак · c3 чорний пішак · d3 білий пішак · f3 чорний пішак · g3 чорний пішак · h3 білий пішак · c2 чорний пішак · e2 чорний пішак · f2 білий пішак · g2 чорний пішак · c1 білий король · d1 білий ферзь · g1 чорний кінь | e5 чорний пішак · e4 білий пішак · f4 чорний король · h4 білий слон · b3 чорний пішак · c3 чорний пішак · d3 білий пішак · f3 чорний пішак · g3 чорний пішак · h3 білий пішак · c2 чорний пішак · e2 чорний пішак · f2 білий пішак · g2 чорний пішак · c1 білий король · d1 білий ферзь · g1 чорний кінь | e5 чорний пішак · e4 білий пішак · f4 чорний король · h4 білий слон · b3 чорний пішак · c3 чорний пішак · d3 білий пішак · f3 чорний пішак · g3 чорний пішак · h3 білий пішак · c2 чорний пішак · e2 чорний пішак · f2 білий пішак · g2 чорний пішак · c1 білий король · d1 білий ферзь · g1 чорний кінь | e5 чорний пішак · e4 білий пішак · f4 чорний король · h4 білий слон · b3 чорний пішак · c3 чорний пішак · d3 білий пішак · f3 чорний пішак · g3 чорний пішак · h3 білий пішак · c2 чорний пішак · e2 чорний пішак · f2 білий пішак · g2 чорний пішак · c1 білий король · d1 білий ферзь · g1 чорний кінь | e5 чорний пішак · e4 білий пішак · f4 чорний король · h4 білий слон · b3 чорний пішак · c3 чорний пішак · d3 білий пішак · f3 чорний пішак · g3 чорний пішак · h3 білий пішак · c2 чорний пішак · e2 чорний пішак · f2 білий пішак · g2 чорний пішак · c1 білий король · d1 білий ферзь · g1 чорний кінь | e5 чорний пішак · e4 білий пішак · f4 чорний король · h4 білий слон · b3 чорний пішак · c3 чорний пішак · d3 білий пішак · f3 чорний пішак · g3 чорний пішак · h3 білий пішак · c2 чорний пішак · e2 чорний пішак · f2 білий пішак · g2 чорний пішак · c1 білий король · d1 білий ферзь · g1 чорний кінь | e5 чорний пішак · e4 білий пішак · f4 чорний король · h4 білий слон · b3 чорний пішак · c3 чорний пішак · d3 білий пішак · f3 чорний пішак · g3 чорний пішак · h3 білий пішак · c2 чорний пішак · e2 чорний пішак · f2 білий пішак · g2 чорний пішак · c1 білий король · d1 білий ферзь · g1 чорний кінь | 6 |
| 5 | e5 чорний пішак · e4 білий пішак · f4 чорний король · h4 білий слон · b3 чорний пішак · c3 чорний пішак · d3 білий пішак · f3 чорний пішак · g3 чорний пішак · h3 білий пішак · c2 чорний пішак · e2 чорний пішак · f2 білий пішак · g2 чорний пішак · c1 білий король · d1 білий ферзь · g1 чорний кінь | e5 чорний пішак · e4 білий пішак · f4 чорний король · h4 білий слон · b3 чорний пішак · c3 чорний пішак · d3 білий пішак · f3 чорний пішак · g3 чорний пішак · h3 білий пішак · c2 чорний пішак · e2 чорний пішак · f2 білий пішак · g2 чорний пішак · c1 білий король · d1 білий ферзь · g1 чорний кінь | e5 чорний пішак · e4 білий пішак · f4 чорний король · h4 білий слон · b3 чорний пішак · c3 чорний пішак · d3 білий пішак · f3 чорний пішак · g3 чорний пішак · h3 білий пішак · c2 чорний пішак · e2 чорний пішак · f2 білий пішак · g2 чорний пішак · c1 білий король · d1 білий ферзь · g1 чорний кінь | e5 чорний пішак · e4 білий пішак · f4 чорний король · h4 білий слон · b3 чорний пішак · c3 чорний пішак · d3 білий пішак · f3 чорний пішак · g3 чорний пішак · h3 білий пішак · c2 чорний пішак · e2 чорний пішак · f2 білий пішак · g2 чорний пішак · c1 білий король · d1 білий ферзь · g1 чорний кінь | e5 чорний пішак · e4 білий пішак · f4 чорний король · h4 білий слон · b3 чорний пішак · c3 чорний пішак · d3 білий пішак · f3 чорний пішак · g3 чорний пішак · h3 білий пішак · c2 чорний пішак · e2 чорний пішак · f2 білий пішак · g2 чорний пішак · c1 білий король · d1 білий ферзь · g1 чорний кінь | e5 чорний пішак · e4 білий пішак · f4 чорний король · h4 білий слон · b3 чорний пішак · c3 чорний пішак · d3 білий пішак · f3 чорний пішак · g3 чорний пішак · h3 білий пішак · c2 чорний пішак · e2 чорний пішак · f2 білий пішак · g2 чорний пішак · c1 білий король · d1 білий ферзь · g1 чорний кінь | e5 чорний пішак · e4 білий пішак · f4 чорний король · h4 білий слон · b3 чорний пішак · c3 чорний пішак · d3 білий пішак · f3 чорний пішак · g3 чорний пішак · h3 білий пішак · c2 чорний пішак · e2 чорний пішак · f2 білий пішак · g2 чорний пішак · c1 білий король · d1 білий ферзь · g1 чорний кінь | e5 чорний пішак · e4 білий пішак · f4 чорний король · h4 білий слон · b3 чорний пішак · c3 чорний пішак · d3 білий пішак · f3 чорний пішак · g3 чорний пішак · h3 білий пішак · c2 чорний пішак · e2 чорний пішак · f2 білий пішак · g2 чорний пішак · c1 білий король · d1 білий ферзь · g1 чорний кінь | 5 |
| 4 | e5 чорний пішак · e4 білий пішак · f4 чорний король · h4 білий слон · b3 чорний пішак · c3 чорний пішак · d3 білий пішак · f3 чорний пішак · g3 чорний пішак · h3 білий пішак · c2 чорний пішак · e2 чорний пішак · f2 білий пішак · g2 чорний пішак · c1 білий король · d1 білий ферзь · g1 чорний кінь | e5 чорний пішак · e4 білий пішак · f4 чорний король · h4 білий слон · b3 чорний пішак · c3 чорний пішак · d3 білий пішак · f3 чорний пішак · g3 чорний пішак · h3 білий пішак · c2 чорний пішак · e2 чорний пішак · f2 білий пішак · g2 чорний пішак · c1 білий король · d1 білий ферзь · g1 чорний кінь | e5 чорний пішак · e4 білий пішак · f4 чорний король · h4 білий слон · b3 чорний пішак · c3 чорний пішак · d3 білий пішак · f3 чорний пішак · g3 чорний пішак · h3 білий пішак · c2 чорний пішак · e2 чорний пішак · f2 білий пішак · g2 чорний пішак · c1 білий король · d1 білий ферзь · g1 чорний кінь | e5 чорний пішак · e4 білий пішак · f4 чорний король · h4 білий слон · b3 чорний пішак · c3 чорний пішак · d3 білий пішак · f3 чорний пішак · g3 чорний пішак · h3 білий пішак · c2 чорний пішак · e2 чорний пішак · f2 білий пішак · g2 чорний пішак · c1 білий король · d1 білий ферзь · g1 чорний кінь | e5 чорний пішак · e4 білий пішак · f4 чорний король · h4 білий слон · b3 чорний пішак · c3 чорний пішак · d3 білий пішак · f3 чорний пішак · g3 чорний пішак · h3 білий пішак · c2 чорний пішак · e2 чорний пішак · f2 білий пішак · g2 чорний пішак · c1 білий король · d1 білий ферзь · g1 чорний кінь | e5 чорний пішак · e4 білий пішак · f4 чорний король · h4 білий слон · b3 чорний пішак · c3 чорний пішак · d3 білий пішак · f3 чорний пішак · g3 чорний пішак · h3 білий пішак · c2 чорний пішак · e2 чорний пішак · f2 білий пішак · g2 чорний пішак · c1 білий король · d1 білий ферзь · g1 чорний кінь | e5 чорний пішак · e4 білий пішак · f4 чорний король · h4 білий слон · b3 чорний пішак · c3 чорний пішак · d3 білий пішак · f3 чорний пішак · g3 чорний пішак · h3 білий пішак · c2 чорний пішак · e2 чорний пішак · f2 білий пішак · g2 чорний пішак · c1 білий король · d1 білий ферзь · g1 чорний кінь | e5 чорний пішак · e4 білий пішак · f4 чорний король · h4 білий слон · b3 чорний пішак · c3 чорний пішак · d3 білий пішак · f3 чорний пішак · g3 чорний пішак · h3 білий пішак · c2 чорний пішак · e2 чорний пішак · f2 білий пішак · g2 чорний пішак · c1 білий король · d1 білий ферзь · g1 чорний кінь | 4 |
| 3 | e5 чорний пішак · e4 білий пішак · f4 чорний король · h4 білий слон · b3 чорний пішак · c3 чорний пішак · d3 білий пішак · f3 чорний пішак · g3 чорний пішак · h3 білий пішак · c2 чорний пішак · e2 чорний пішак · f2 білий пішак · g2 чорний пішак · c1 білий король · d1 білий ферзь · g1 чорний кінь | e5 чорний пішак · e4 білий пішак · f4 чорний король · h4 білий слон · b3 чорний пішак · c3 чорний пішак · d3 білий пішак · f3 чорний пішак · g3 чорний пішак · h3 білий пішак · c2 чорний пішак · e2 чорний пішак · f2 білий пішак · g2 чорний пішак · c1 білий король · d1 білий ферзь · g1 чорний кінь | e5 чорний пішак · e4 білий пішак · f4 чорний король · h4 білий слон · b3 чорний пішак · c3 чорний пішак · d3 білий пішак · f3 чорний пішак · g3 чорний пішак · h3 білий пішак · c2 чорний пішак · e2 чорний пішак · f2 білий пішак · g2 чорний пішак · c1 білий король · d1 білий ферзь · g1 чорний кінь | e5 чорний пішак · e4 білий пішак · f4 чорний король · h4 білий слон · b3 чорний пішак · c3 чорний пішак · d3 білий пішак · f3 чорний пішак · g3 чорний пішак · h3 білий пішак · c2 чорний пішак · e2 чорний пішак · f2 білий пішак · g2 чорний пішак · c1 білий король · d1 білий ферзь · g1 чорний кінь | e5 чорний пішак · e4 білий пішак · f4 чорний король · h4 білий слон · b3 чорний пішак · c3 чорний пішак · d3 білий пішак · f3 чорний пішак · g3 чорний пішак · h3 білий пішак · c2 чорний пішак · e2 чорний пішак · f2 білий пішак · g2 чорний пішак · c1 білий король · d1 білий ферзь · g1 чорний кінь | e5 чорний пішак · e4 білий пішак · f4 чорний король · h4 білий слон · b3 чорний пішак · c3 чорний пішак · d3 білий пішак · f3 чорний пішак · g3 чорний пішак · h3 білий пішак · c2 чорний пішак · e2 чорний пішак · f2 білий пішак · g2 чорний пішак · c1 білий король · d1 білий ферзь · g1 чорний кінь | e5 чорний пішак · e4 білий пішак · f4 чорний король · h4 білий слон · b3 чорний пішак · c3 чорний пішак · d3 білий пішак · f3 чорний пішак · g3 чорний пішак · h3 білий пішак · c2 чорний пішак · e2 чорний пішак · f2 білий пішак · g2 чорний пішак · c1 білий король · d1 білий ферзь · g1 чорний кінь | e5 чорний пішак · e4 білий пішак · f4 чорний король · h4 білий слон · b3 чорний пішак · c3 чорний пішак · d3 білий пішак · f3 чорний пішак · g3 чорний пішак · h3 білий пішак · c2 чорний пішак · e2 чорний пішак · f2 білий пішак · g2 чорний пішак · c1 білий король · d1 білий ферзь · g1 чорний кінь | 3 |
| 2 | e5 чорний пішак · e4 білий пішак · f4 чорний король · h4 білий слон · b3 чорний пішак · c3 чорний пішак · d3 білий пішак · f3 чорний пішак · g3 чорний пішак · h3 білий пішак · c2 чорний пішак · e2 чорний пішак · f2 білий пішак · g2 чорний пішак · c1 білий король · d1 білий ферзь · g1 чорний кінь | e5 чорний пішак · e4 білий пішак · f4 чорний король · h4 білий слон · b3 чорний пішак · c3 чорний пішак · d3 білий пішак · f3 чорний пішак · g3 чорний пішак · h3 білий пішак · c2 чорний пішак · e2 чорний пішак · f2 білий пішак · g2 чорний пішак · c1 білий король · d1 білий ферзь · g1 чорний кінь | e5 чорний пішак · e4 білий пішак · f4 чорний король · h4 білий слон · b3 чорний пішак · c3 чорний пішак · d3 білий пішак · f3 чорний пішак · g3 чорний пішак · h3 білий пішак · c2 чорний пішак · e2 чорний пішак · f2 білий пішак · g2 чорний пішак · c1 білий король · d1 білий ферзь · g1 чорний кінь | e5 чорний пішак · e4 білий пішак · f4 чорний король · h4 білий слон · b3 чорний пішак · c3 чорний пішак · d3 білий пішак · f3 чорний пішак · g3 чорний пішак · h3 білий пішак · c2 чорний пішак · e2 чорний пішак · f2 білий пішак · g2 чорний пішак · c1 білий король · d1 білий ферзь · g1 чорний кінь | e5 чорний пішак · e4 білий пішак · f4 чорний король · h4 білий слон · b3 чорний пішак · c3 чорний пішак · d3 білий пішак · f3 чорний пішак · g3 чорний пішак · h3 білий пішак · c2 чорний пішак · e2 чорний пішак · f2 білий пішак · g2 чорний пішак · c1 білий король · d1 білий ферзь · g1 чорний кінь | e5 чорний пішак · e4 білий пішак · f4 чорний король · h4 білий слон · b3 чорний пішак · c3 чорний пішак · d3 білий пішак · f3 чорний пішак · g3 чорний пішак · h3 білий пішак · c2 чорний пішак · e2 чорний пішак · f2 білий пішак · g2 чорний пішак · c1 білий король · d1 білий ферзь · g1 чорний кінь | e5 чорний пішак · e4 білий пішак · f4 чорний король · h4 білий слон · b3 чорний пішак · c3 чорний пішак · d3 білий пішак · f3 чорний пішак · g3 чорний пішак · h3 білий пішак · c2 чорний пішак · e2 чорний пішак · f2 білий пішак · g2 чорний пішак · c1 білий король · d1 білий ферзь · g1 чорний кінь | e5 чорний пішак · e4 білий пішак · f4 чорний король · h4 білий слон · b3 чорний пішак · c3 чорний пішак · d3 білий пішак · f3 чорний пішак · g3 чорний пішак · h3 білий пішак · c2 чорний пішак · e2 чорний пішак · f2 білий пішак · g2 чорний пішак · c1 білий король · d1 білий ферзь · g1 чорний кінь | 2 |
| 1 | e5 чорний пішак · e4 білий пішак · f4 чорний король · h4 білий слон · b3 чорний пішак · c3 чорний пішак · d3 білий пішак · f3 чорний пішак · g3 чорний пішак · h3 білий пішак · c2 чорний пішак · e2 чорний пішак · f2 білий пішак · g2 чорний пішак · c1 білий король · d1 білий ферзь · g1 чорний кінь | e5 чорний пішак · e4 білий пішак · f4 чорний король · h4 білий слон · b3 чорний пішак · c3 чорний пішак · d3 білий пішак · f3 чорний пішак · g3 чорний пішак · h3 білий пішак · c2 чорний пішак · e2 чорний пішак · f2 білий пішак · g2 чорний пішак · c1 білий король · d1 білий ферзь · g1 чорний кінь | e5 чорний пішак · e4 білий пішак · f4 чорний король · h4 білий слон · b3 чорний пішак · c3 чорний пішак · d3 білий пішак · f3 чорний пішак · g3 чорний пішак · h3 білий пішак · c2 чорний пішак · e2 чорний пішак · f2 білий пішак · g2 чорний пішак · c1 білий король · d1 білий ферзь · g1 чорний кінь | e5 чорний пішак · e4 білий пішак · f4 чорний король · h4 білий слон · b3 чорний пішак · c3 чорний пішак · d3 білий пішак · f3 чорний пішак · g3 чорний пішак · h3 білий пішак · c2 чорний пішак · e2 чорний пішак · f2 білий пішак · g2 чорний пішак · c1 білий король · d1 білий ферзь · g1 чорний кінь | e5 чорний пішак · e4 білий пішак · f4 чорний король · h4 білий слон · b3 чорний пішак · c3 чорний пішак · d3 білий пішак · f3 чорний пішак · g3 чорний пішак · h3 білий пішак · c2 чорний пішак · e2 чорний пішак · f2 білий пішак · g2 чорний пішак · c1 білий король · d1 білий ферзь · g1 чорний кінь | e5 чорний пішак · e4 білий пішак · f4 чорний король · h4 білий слон · b3 чорний пішак · c3 чорний пішак · d3 білий пішак · f3 чорний пішак · g3 чорний пішак · h3 білий пішак · c2 чорний пішак · e2 чорний пішак · f2 білий пішак · g2 чорний пішак · c1 білий король · d1 білий ферзь · g1 чорний кінь | e5 чорний пішак · e4 білий пішак · f4 чорний король · h4 білий слон · b3 чорний пішак · c3 чорний пішак · d3 білий пішак · f3 чорний пішак · g3 чорний пішак · h3 білий пішак · c2 чорний пішак · e2 чорний пішак · f2 білий пішак · g2 чорний пішак · c1 білий король · d1 білий ферзь · g1 чорний кінь | e5 чорний пішак · e4 білий пішак · f4 чорний король · h4 білий слон · b3 чорний пішак · c3 чорний пішак · d3 білий пішак · f3 чорний пішак · g3 чорний пішак · h3 білий пішак · c2 чорний пішак · e2 чорний пішак · f2 білий пішак · g2 чорний пішак · c1 білий король · d1 білий ферзь · g1 чорний кінь | 1 |
|   | a | b | c | d | e | f | g | h |   |

FEN: 8/8/8/4p3/4Pk1B/1ppP1ppP/2p1pPp1/2KQ2n1
1. ... Qxg1 2. e1S (tempo) fg#
1. e1R ??? (1. ... Qxe1 2. ???)
1. cdS Kb1 (tempo) 2. Se3 fg# 